# Kawasaki Motors Racing

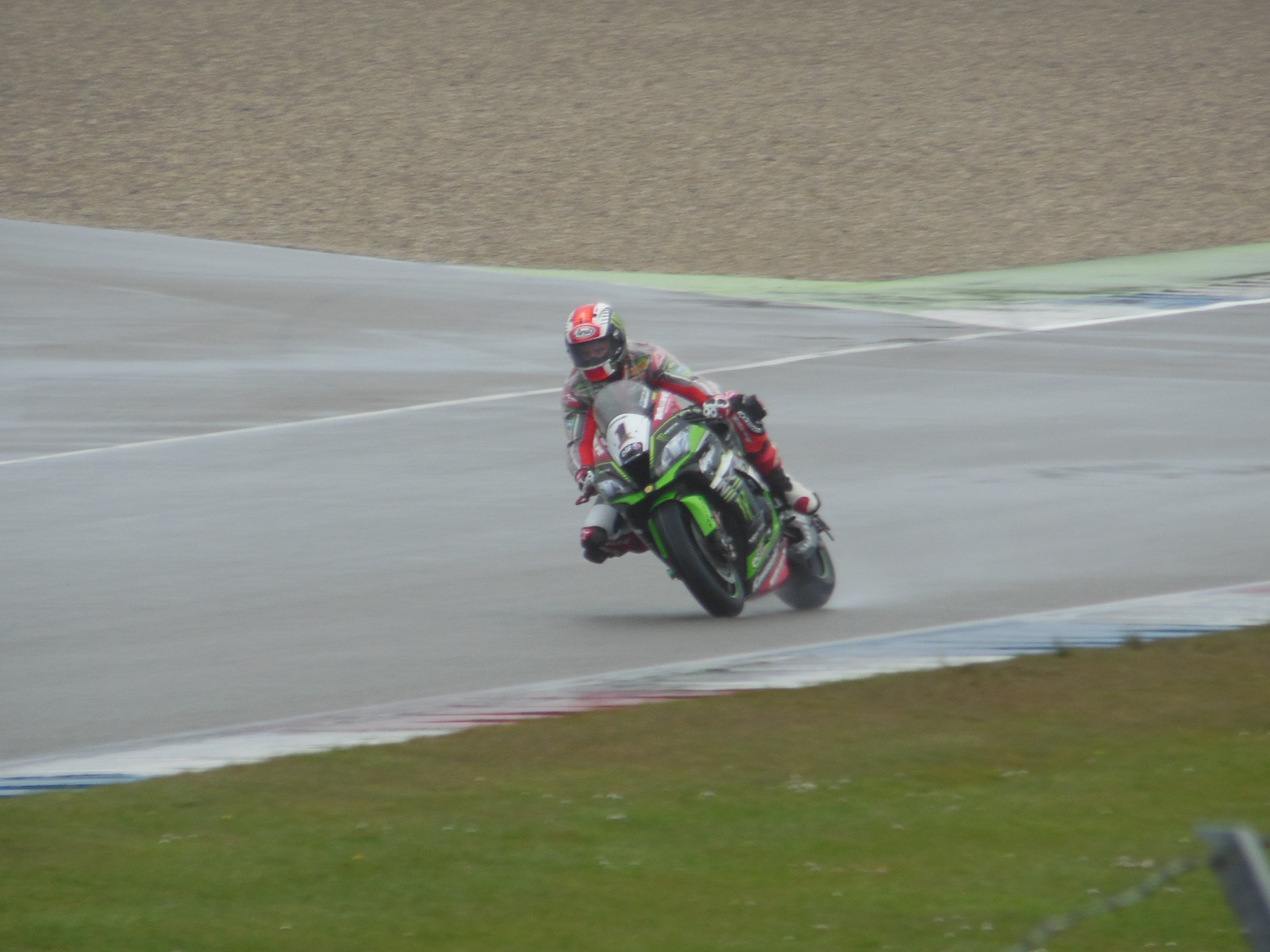
Jonathan Rea in Assen 2016 auf einer Kawasaki Ninja ZX-10 R

Kawasaki Motors Racing ist das Motorradsport-Werksteam des japanischen Motorradherstellers Kawasaki.

## Statistik

### Superbike-Weltmeister
- 1993 –  Scott Russell
- 2013 –  Tom Sykes
- 2015 –  Jonathan Rea
- 2016 –  Jonathan Rea
- 2017 –  Jonathan Rea
- 2018 –  Jonathan Rea
- 2019 –  Jonathan Rea
- 2020 –  Jonathan Rea

### Team-WM-Ergebnisse in der MotoGP-Klasse
- 2003 – Zwölfter
- 2004 – Siebter
- 2005 – Sechster
- 2006 – Siebter
- 2007 – Siebter